# Periodonike
Der Ehrentitel Periodonike wurde im antiken griechischen Sport den Athleten verliehen, denen es gelang, die vier panhellenischen Spiele innerhalb eines Umlaufs (griech. Periodos) zu gewinnen.
46 Athleten sollen dies im Lauf der Jahrhunderte geschafft haben, darunter der berühmte Ringer Milon von Kroton, dem der Titel sogar sechs Mal verliehen wurde, der Boxer Diagoras von Rhodos und dessen Sohn Dorieus, dreifacher Periodonike als Pankratiast.

## Namentlich bekannte Periodoniken (unvollständig)
- P. Aelius Alcandridas von Sparta
- P. Aelius Aristomachus von Magnesia am Mäander
- P. Aelius Artemas von Laodikeia
- T. Aelius Aurelius Apollonius von Tarsos
- T. Aelius Aurelius Metrodorus von Philadelphia
- P. Aelius Aurelius Serapion von Ephesos
- P. Aelius Granianus Fannius Artemidorus von Milet
- Agias von Pharsalos
- Antenor von Athen oder Milet
- Archippos von Mytilene
- Astyanax von Milet
- Athenaios von Athen
- M. Aurelius Asklepiades von Alexandria (1)
- M. Aurelius Asklepiades von Alexandria (2)
- M. Aurelius Chrysippos von Smyrna
- M. Aurelius Demetrios von Alexandria
- M. Aurelius Hierocles von Nysa
- M. Aurelius Philosebastus von Ephesos
- Aurelius Phoibammon von Ägypten
- Aurelius Sarapammon von Oxyrrhynchos
- Cheilon von Patrai
- Claudius Apollonius
- Tiberius Claudius Artemidorus von Tralles
- Ti. Claudius Patrobius von Antiochia
- Claudius Rufus von Salamis
- Milon von Kroton